# جولي مايرز
جولي مايرز (بالإنجليزية: Julie Myers)‏ هي مسؤولة أمريكية، ولدت في 1969 في شاوني في الولايات المتحدة.